# パカン空爆
パカン空爆（パカンくうばく）は、2022年10月23日夜に、ミャンマー空軍がミャンマー北部のカチン州パカン地区で行った空爆を指す。カチン独立機構（KIO）第9旅団の地域が標的となり、空爆された屋外コンサート会場では、KIO関係者や出演者など少なくとも80人が死亡した。

## 空爆
目撃者によれば、10月23日午後8時頃に戦闘機2から3機がコンサート会場の上空を飛行し会場に対して爆弾4発を投下したという。戦闘機はマンダレー国際空港から出発したとされ、空港には主にYak-130攻撃機からなる62nd Attack Squadronが配備されていた。現地ではKIO設立62周年を記念する式典でコンサートが開かれており、当初の犠牲者数はカチンの有名人や歌手など80人を超え、KIO高官や兵士もまた多数犠牲となり、100人以上が負傷した。国家行政評議会（軍事政権）はコンサート会場への爆撃を否定した一方で、カチンの空軍基地を爆撃し、ジュネーヴ4条約の交戦規約に従っていたと主張し、民間人の死者数と出演者の報告は嘘と虚偽、強要されたニュースに基づいているとした。
残虐な空爆で数十人が死亡し、コンサート出演者3人もまた死亡が確認された。Kachin News Group (KNG)によれば、コンサートの主催者はKIOの記念式典の出席者を楽しませるために9人の歌手と役者を招待したという。この空爆は、ミャンマーで新たな内戦が勃発して以来、民間人への攻撃で死者数が最大となった。
空爆後、治安部隊が道路を封鎖したため、負傷者を乗せた車がパカンやMyitkyinaに移動出来ない状況だという。